# Cussorgia
La cussorgia è un antico istituto, tipico della Sardegna, affine all'ademprivio in cui, però, i diritti di pascolo non sono attribuiti agli abitanti di un paese, ma a un singolo pastore. 
Il diritto poteva essere trasmesso di padre in figlio. Si trattava di diritti consuetudinari trasmessi ab immemore su beni di solito di origine feudale. Questa maggiore valenza della cussorgia l'aveva fatta assimilare ai diritti reali minori e per il suo trasferimento occorreva un atto notarile.
Con il disfavore ottocentesco delle forme diverse dalla piena proprietà anche la cussorgia venne colpita dall'abolizione dei fondi ademprivili e la cussorgia venne eliminata quando non si era realizzata la sua trasformazione, in Gallura, Sinnai, Maracalagonis e Burcei, in proprietà perfette.